# Dimarts 13
En les cultures de Grècia i alguns dels països de cultura hispana, com Espanya, Cuba, Uruguai, Paraguai, Argentina, Xile, Perú, Veneçuela, Mèxic, Colòmbia, Equador i altres, es considera dimarts 13 un dia de mala sort.
Mart és el déu romà de la guerra, per la qual cosa el dia dimarts està regit pel planeta vermell, el de la destrucció, la sang i la violència. A més, la llegenda diu que un dia dimarts 13 es va produir la confusió de llengües a la Torre de Babel.

## Paremiologia
En castellà, existeix un antic refrany que il·lustra en part la superstició: En dimarts 13, ni et casis, ni t'embarquis, ni de la teva casa t'apartis ("En martes 13, ni te cases, ni te embarques, ni de tu casa te apartes"). Per a moltes persones, és el mateix que dir: en un dia infaust i funest com el dimarts, no emprenguis cap negoci d'importància.

## Mitologia egípcia i grega
El dimarts, segon dia de la setmana consagrat al planeta Mart i al déu Mart, de qui va prendre el nom i amb la figura del qual representen, va ser considerat entre els egipcis de l'Antiguitat com a dia de molt mal averany, perquè deien era el del naixement de Tifó, un dels gegants que es van atrevir a escalar al cel.

## Civilització turca
Entre els turcs, també s'inclou el dimarts entre els dies funestos, com el dijous ho era entre els grecs, raó per la qual no solen posar-se en camí, ni emprendre en el més important.

## Feijóo
El benedictí Benito Jerónimo Feijoo parla detingudament sobre el seu origen en els seus "Cartas eruditas y curiosas", amb tota la intenció d'erradicar la superstició.

## Alfons el Bataller i la lletra r
Un altre possible origen per a aquesta mena de proverbi radica a haver estat dimarts el dia en què Alfons el Batallador va ser vençut i mort pels moros, en 1134, durant la batalla de Fraga.
Però si tal desgràcia va succeir, com creu Zurita, el setembre 7, aquest dia va ser divendres, i només podrà afavorir l'opinió, tan vulgar i supersticiosa com l'altra, que la qualitat d'infaust comprèn als tres dies de la setmana en els noms dels quals entra la lletra r: martes, miércoles i viernes. D'aquí l'altre refrany:
"En divendres, dimecres i dimarts, no et casis, ni t'embarquis." ("En viernes, miércoles y martes, no te cases, ni te embarques.").

## Jaume I el conqueridor
En parlar Mariana, en el seu Història d'Espanya -any de 1276, llibre XIV, cap. 2-, de la mort del Rei En Jaume I d'Aragó i de la destrossa que les seves tropes van patir a Luxen, diu: "L'estrall va ser tal i la matança que des de llavors va començar la plebs a titllar aquell dia, que era dimarts, de mal averany i infaust."

## Francisco de Quevedo
Francisco de Quevedo, rient d'aquesta supersticiosa creença, diu: "Dimarts és dia nefast, per als que caminen a peu, i per als que prenen."

## Joaquim Vicenç Bastús i Carrera
També diu: "Dimarts pren tot el que et donessin i no reparis en compliments." (La saviesa de les nacions, de Joaquim Vicenç Bastús i Carrera (1862).

## En avions i edificis
Hi ha molta gent amb fòbia a aquest dia, que no viatja enlloc per superstició. També és habitual que els avions no tinguin fila 13 (se suposa que els passatgers no comprarien bitllets per a aquesta fila). La fòbia a aquest dia es diu triscaidecafòbia.

## Mite
Les connotacions negatives que se li donen a dimarts 13 no tenen fonaments científics, per la qual cosa s'ha de tenir molt clar que només es tracta d'un mite.

## Bona sort
Fins i tot hi ha molta gent que ho ha pres a l'inrevés, per la qual cosa, dins de les seves creences, el consideren com un dia de bona sort. Tant així, que durant aquest dia molts aposten per aquest nombre en els jocs d'atzar.

## El divendres 13 i el divendres 17
Les connotacions aplicades a aquest dia són iguals a les de l' divendres 13 a les cultures anglosaxones o el divendres 17 a Itàlia.

## El número 13 en l'antiguitat
Des de l'Antiguitat, el nombre 13 va ser considerat com de mal auguri ja que en la Últim Sopar de Jesucrist havia 12 apòstols i Jesús. Es considera a Judes el traïdor com el nombre 13. La Càbala enumera a 13 esperits malignes, igual que les llegendes nòrdiques ; al Apocalipsi, el seu capítol 13 correspon a l'Anticrist ia la Bèstia. També una llegenda escandinava compte que, segons la mateixa tradició, en un sopar de déus en el Valhalla, Loki, l'esperit del mal era el tretzè convidat. Al Tarot, aquest nombre fa referència a la mort i a la desgràcia eterna.

## Per què el dimarts: caiguda de Constantinoble
Dimarts 29 de maig de 1453, va caure la ciutat de Constantinoble. Segons sembla, el papa i les repúbliques de Venècia i Gènova van enviar una flotilla d'ajuda a la ciutat assetjada, però aquesta cauria abans que arribessin. Quan la flota de socors anava a entrar per l'estret dels Dardanels, es van creuar amb uns pocs vaixells de refugiats que fugien de la ciutat conquistada; en preguntar quan havia caigut, aquests van respondre que dimarts. La caiguda de Constantinoble va suposar un profund trauma per a les potències cristianes, i el dia de la seva caiguda, dimarts, associat a més a Mart, déu de la guerra romà, va passar a considerar-se de mala sort.

## La paraula Dimarts: la torre de Babel
Dimarts és una paraula que deriva del nom de l'planeta Mart, que en l'Edat Mitjana l'anomenaven "el petit malèfic" i que significa voluntat, energia, tensió i agressivitat. Mart és el déu de la guerra, per la qual cosa el dia dimarts està regit pel planeta vermell, el de la destrucció, la sang i la violència. A més, la llegenda diu que un dimarts 13 es va produir la confusió de llengües a la Torre de Babel.